# Etienne Gärtner
Etienne Gärtner (* 3. Juni 1794 in Mosbach; † 15. Mai 1866 in Hanau) war ein deutscher Politiker.

## Leben und Wirken
Etienne Gärtner heiratete am 29. Dezember 1817 eine geborene Fuchs.
Gärtner war politisch tätig. Er gehörte dem Stadtrat von Hanau an. Vom 15. November 1836 bis zum 10. März 1838 war er für Hanau Abgeordneter im 5. Kurhessischen Landtag. 1848 war er Mitglied des Vorparlaments.